# Terremoto de Tucumán de 1907
El Terremoto de Tucumán de 1907 fue un terremoto, movimiento sísmico que ocurrió el 11 de agosto de 1907, a las 01:15 UTC-3 (Hora Local Argentina + 3), en la provincia de Tucumán, Argentina. 
Tuvo su epicentro en las coordenadas geográficas 27°20′00″S 65°50′00″O / -27.33333, -65.83333
La magnitud estimada fue de 5,5 en la escala de Richter, a una profundidad de 30 kilómetros; y de una intensidad de "grado VI" en la escala de Mercalli.
Causó daños importantes en varias localidades de la provincia de Tucumán, especialmente Monteros y La Cocha.